# Ari Santos
Ari Santos (São Paulo, 6 de março de 1982) é um ex-futebolista brasileiro de futsal que atuava como ala. Se aposentou jogando pelo Barcelona e conduz uma vida de ensinamentos tecnicos.

## Carreira
Ari conquistou duas Copas do Mundo de Futsal da FIFA com a Seleção Brasileira em 2008 e 2012. Se aposentou aos 37 anos em 2019.

## Principais títulos
ULBRA
- Liga Futsal - 2002, 2003
- Campeonato Gaúcho de Futsal - 2001, 2003
- Torneo Ibérico - 2003

Jaraguá
- Liga Futsal - 2007, 2008

Seleção brasileira de futsal
- Grand Prix de Futsal - 2005, 2009
- Copa do Mundo de Futsal da FIFA - 2008, 2012